# Тягло
Тягло — (від староруського «тягнути», «відбувати повинність») — узагальнена назва грошових і натуральних державних повинностей селян Московської держави XV—XVIII сторіч. До селянської реформи 1861 р. тягло було умовною одиницею селянських повинностей, що встановлювалося на селянську родину, в якій є два повних робітники — чоловік (у віці від 17 до 55 років) та жінка (від шлюбу до 55 років). Назва походить від того, що частково ці робочі повинності роблено за допомогою тяглової худоби; назва тягло подекуди перейшла на селянський двір. Тяглова система замінила ранішу систему з витями.

## В Україні
На територіях сучасної України тяглове оподаткування впроваджене в XVIII ст. — в областях, підконтрольних московській владі. До скасування панщини тягло — загальна назва для всіх податків державі та панщизняних повинностей на користь пана, які були обов'язковими для селянського двору.